# Park Inn by Radisson Berlin Alexanderplatz
Park Inn by Radisson Berlin Alexanderplatz (произносится Парк Инн бай Рэдиссон Берлин Александрплац) — высотная гостиница в северо-восточной части площади Александерплац в районе Митте (Берлин, Германия). Имея высоту (без учёта антенны) 125 метров, является самым высоким зданием города (наряду с Treptowers) и 34-м по высоте зданием страны.

## Описание
Здание небоскрёба покоится на трёхэтажном строении размером 148 на 50 метров, состоящем из ряда небольших магазинов.
Основные характеристики
- Строительство: с 1967 по 1970 год
- Высота: 149,5 м (антенна), 132 м (шпиль), 125 м (архитектурная)
- Этажей: 41
- Номеров: 1012
- Архитекторы: Роланд Корн, Хайнц Шарлипп, Ханс Эрих Богацкий[нем.], Йозеф Кайзер, Роланд Штайгер, Гюнтер Кунерт
- Владелец: Blackstone Group

## История
Строительство небоскрёба началось в 1967 году, было закончено три года спустя, торжественное открытие состоялось 7 октября 1970 года. Тогда гостиница получила четыре звезды, называлась Hotel Stadt Berlin, имела 1006 номеров (ныне — 1012) и принадлежала сети Interhotel. На 37-м этаже был открыт панорамный ресторан, до которого можно было подняться на необычно быстром для того места и времени лифте. В 1993 году, после Объединения Германии, название гостиницы поменялось на Forum Hotel Berlin. В 2003 году небоскрёб был куплен Carlson Rezidor Hotel Group и название снова было изменено — на нынешнее Park Inn by Radisson Berlin Alexanderplatz. С 2001 по октябрь 2006 года гостиница подверглась крупной реконструкции: было добавлено шесть номеров, заменено 15 000 м² фасада, установлены 6800 зеркальных панелей, на крыше установлены две антенны высотой по 35 метров — общая стоимость работ превысила 23 миллиона евро. В декабре 2006 года здание было куплено Blackstone Group. Казино на 37-м этаже считалось самым высоким в Европе до его закрытия в ноябре 2010 года.

## См. также

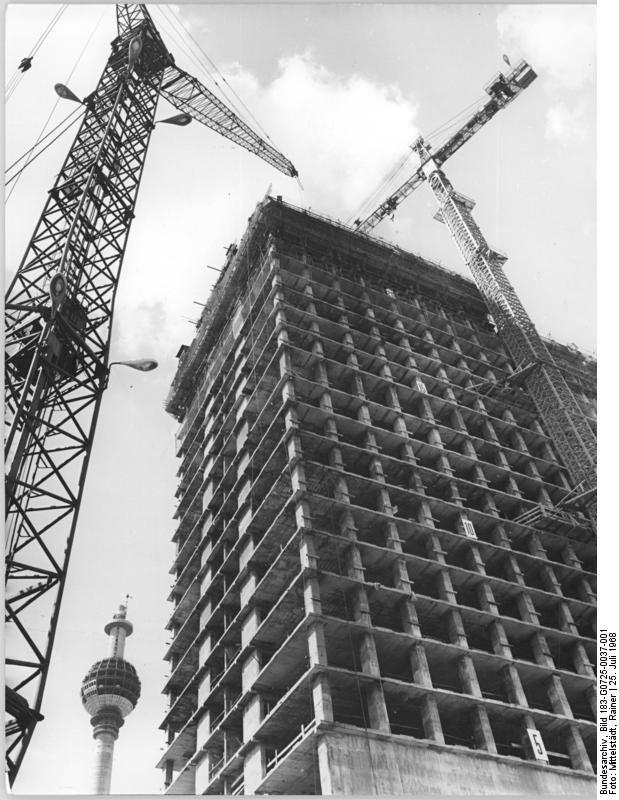
1968 год. Строительство.
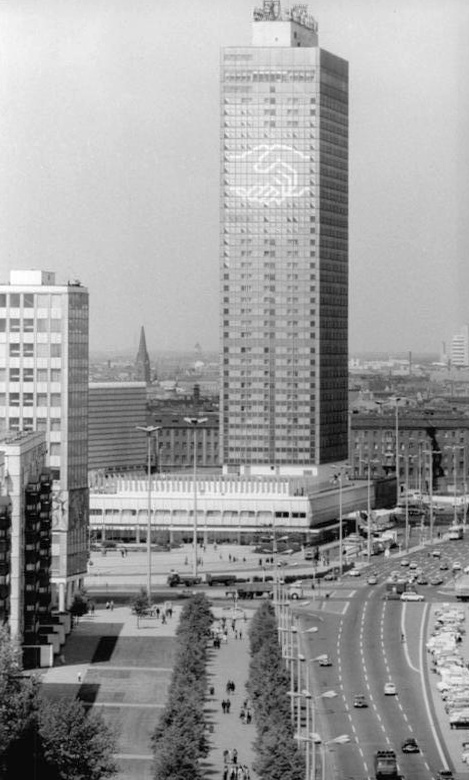
1976 год. Гостиница украшена в честь IX съезда СЕПГ.
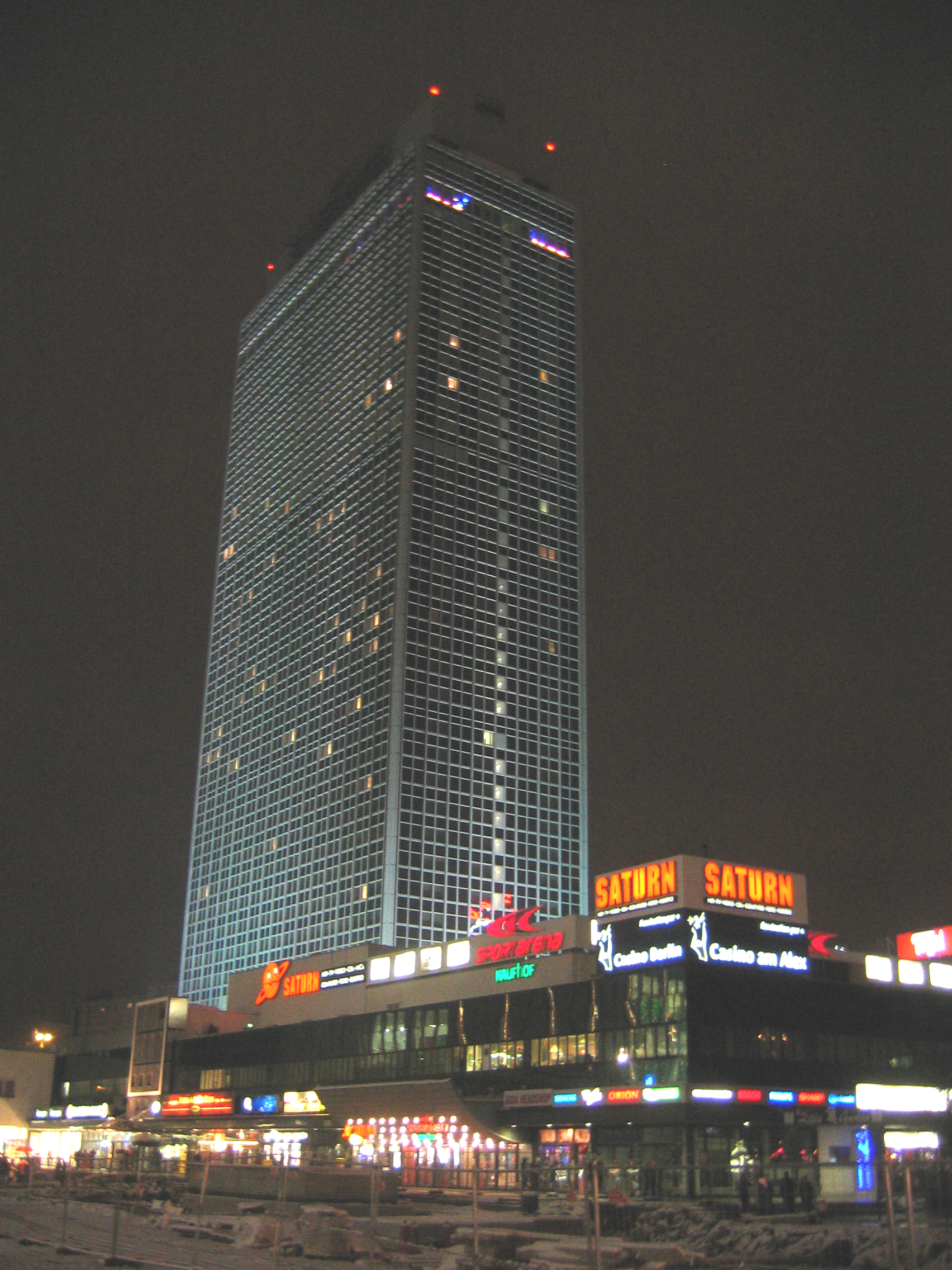
Ночью
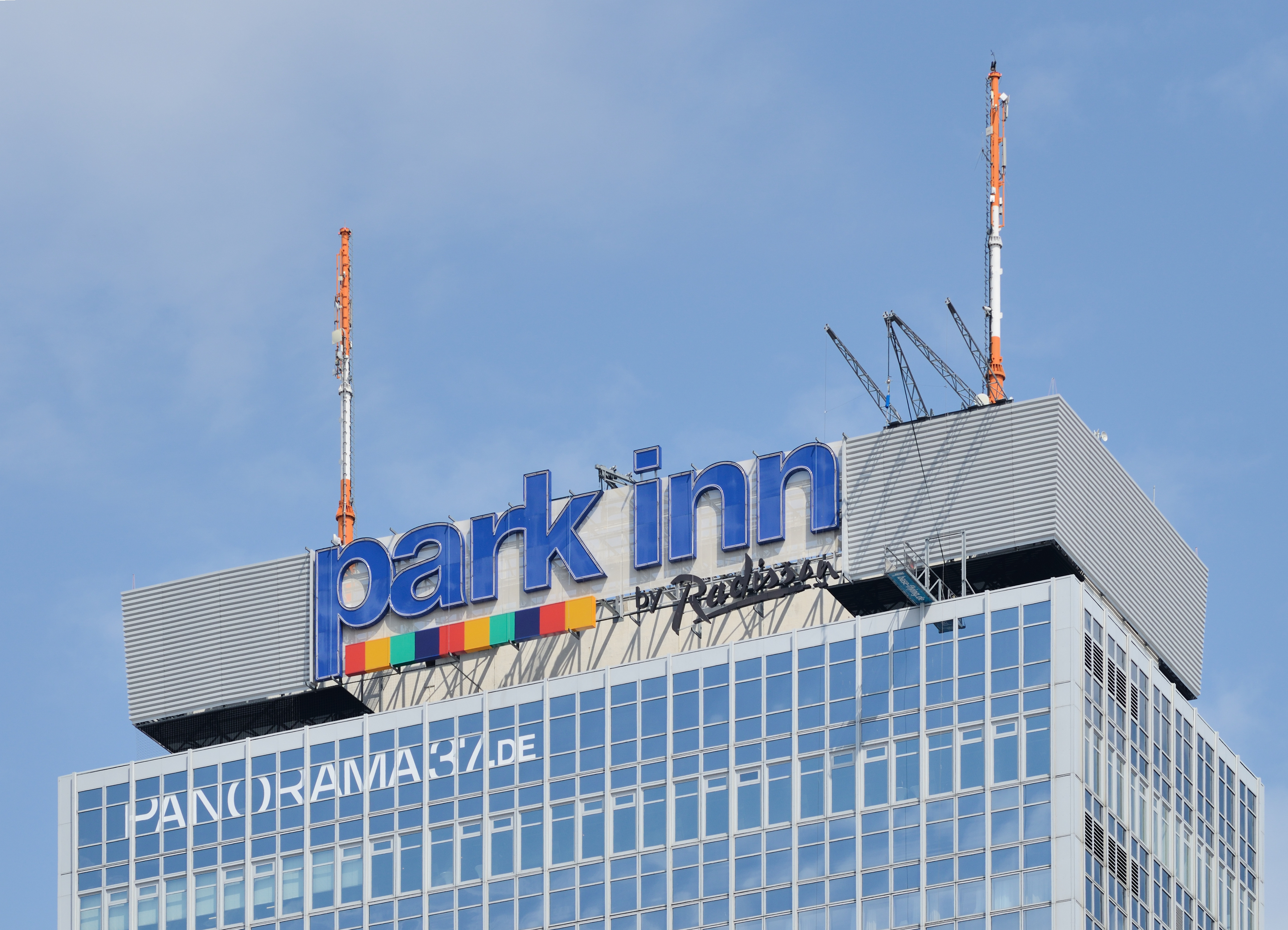
Крыша здания с двумя новыми 35-метровыми антеннами
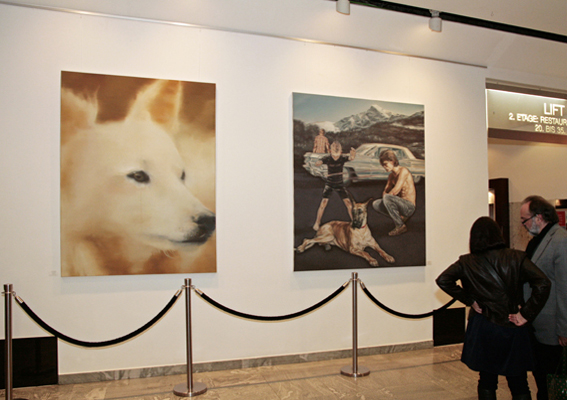
Фойе